# Paradosso di Ellsberg
Il paradosso di Ellsberg è un paradosso evidenziato dall'economia sperimentale, in cui le scelte degli individui violano l'ipotesi alla base della teoria dell'utilità attesa. È generalmente considerato come una prova a favore dell'avversione all'ambiguità. Il paradosso fu reso celebre da Daniel Ellsberg, ma una versione dello stesso fu osservata molto tempo prima da John Maynard Keynes. Ellsberg sollevò due problemi: con una e due urne.

## Il paradosso con una urna
Si supponga di avere un'urna contenente 30 biglie rosse e 60 altre biglie nere e gialle. Non si sa quante nere e quante gialle ci siano, ma solo che il loro numero totale è 60. Le biglie sono ben mischiate, in modo tale che la probabilità di essere estratta è uguale per ognuna di esse. È consentito effettuare due tipi di scommesse:
| Scommessa A                              | Scommessa B                             |
| ---------------------------------------- | --------------------------------------- |
| Se esce una biglia rossa, si vince 100 € | Se esce una biglia nera, si vince 100 € |

Mentre su un'altra urna con esattamente le stesse proprietà è consentito effettuare le due seguenti scommesse:
| Scommessa C                                       | Scommessa D                                      |
| ------------------------------------------------- | ------------------------------------------------ |
| Se esce una biglia rossa o gialla, si vince 100 € | Se esce una biglia nera o gialla, si vince 100 € |

Questa configurazione sottopone l'individuo ad una situazione d'incertezza (nel senso dato da Frank Knight) - riguardo alla possibilità, su cui non si ha indicazioni, che le biglie non rosse siano gialle o nere - e probabilità - per quel che riguarda invece la possibilità che una data biglia sia rossa (⅓ dei casi) o non rossa (⅔).

### Interpretazione in teoria dell'utilità
L'approccio della teoria dell'utilità al problema assume che nel momento di dover scegliere tra le due scommesse, gli individui assegnino una probabilità che le biglie non rosse siano gialle e non nere, e che in base a questa probabilità calcolino quindi il valore atteso di ogni singola scommessa.
In questo contesto, siccome le vincite in palio sono esattamente le stesse, ne consegue che si preferirà la scommessa A alla B se e solo se si attribuisce all'estrazione di una biglia rossa una probabilità maggiore che all'estrazione di una biglia nera. Se si attribuisce alle due possibilità la stessa probabilità, non ci sarà una particolare preferenza.
Similmente, si preferirà la scommessa C alla D se e solo se si crede più probabile estrarre una biglia rossa o gialla che nera o gialla. Se estrarre una biglia rossa è più probabile che estrarne una nera, estrarne una rossa o gialla è più probabile che estrarne una nera o gialla. Di conseguenza, se si preferisce la scommessa A alla B, dovrebbe seguirne che si preferisce la C alla D, e viceversa se si preferisce la D alla C, si dovrebbe preferire la B alla A.
Tuttavia, si osserva nei test sperimentali che la maggior parte degli individui preferisce la scommessa A alla B e la D alla C. Ciò significa che alcuni degli assunti base della teoria dell'utilità sono violati.

### Dimostrazione formale
Dal punto di vista matematico, possiamo denotare con {\displaystyle R}, {\displaystyle G} e {\displaystyle N} le probabilità assunte che esca rispettivamente una biglia rossa, gialla o nera. Se la scommessa A è preferita alla B, ciò si riflette in una relazione tra le rispettive utilità attese:
{\displaystyle R\cdot U(100}€{\displaystyle )+(1-R)\cdot U(0}€{\displaystyle )>N\cdot U(100}€{\displaystyle )+(1-N)U(0}€{\displaystyle )}
dove {\displaystyle U} è la propria funzione di utilità. Assumendo che {\displaystyle U(100}€{\displaystyle )>U(0}€{\displaystyle )} (che si preferisca 100 € a nulla), possiamo riscrivere la relazione come:
{\displaystyle R[U(100}€{\displaystyle )-U(0}€{\displaystyle )]>N[U(100}€{\displaystyle )-U(0}€{\displaystyle )]\Leftrightarrow R>N}
Allo stesso modo, se si preferisce la scommessa D alla C, si ottiene la diseguaglianza:
{\displaystyle N\cdot U(100}€{\displaystyle )+G\cdot U(100}€{\displaystyle )+R\cdot U(0}€{\displaystyle )>R\cdot U(100}€{\displaystyle )+G\cdot U(100}€{\displaystyle )+N\cdot U(0}€{\displaystyle )}
che si semplifica in:
{\displaystyle N[U(100}€{\displaystyle )-U(0}€{\displaystyle )]>R[U(100}€{\displaystyle )-U(0}€{\displaystyle )]\Leftrightarrow N>R}
La contraddizione implica che tali preferenze sono inconsistenti con l'ipotesi dell'utilità attesa.

### Generalità del paradosso
Si noti che la forma della funzione di utilità, nonché l'entità della possibile vincita, sono fattori abbastanza irrilevanti: qualunque scommessa si scelga, il premio in caso di vincita e di perdita (0) è lo stesso per cui, in ultima analisi, ci sono solo due possibili esiti: si vince una certa somma, o non si riceve nulla. Perciò, è sufficiente assumere che si preferisca ricevere la somma di denaro prefissata piuttosto che niente (addirittura, neanche questa assunzione è necessaria, dato che la contraddizione si può ottenere dalla dimostrazione precedente anche con {\displaystyle U(100}€{\displaystyle )<U(0}€{\displaystyle )} o {\displaystyle U(100}€{\displaystyle )=U(0}€{\displaystyle )}).
Inoltre, il risultato è valido a prescindere dall'avversione al rischio. Qualsiasi scommessa prevede un rischio. Scegliendo la D, c'è una possibilità su 3 di non ricevere nulla, e 2 possibilità su 3 se si sceglie la A. Se la scommessa A fosse meno rischiosa della B, ne seguirebbe che C lo sarebbe meno della D (e viceversa), quindi non è l'avversione al rischio a motivare la scelta dei partecipanti agli esperimenti.
Tuttavia, siccome le esatte probabilità di vincita sono conosciute per le scommesse A e D, ma non per le B e C, sembra affiorare un esempio di avversione all'ambiguità, che non viene considerata dall'ipotesi dell'utilità attesa. È stato dimostrato che il fenomeno si verifica solo quando l'insieme delle scelte consente un confronto tra la proposizione "ambigua" ed una meno vaga (e non quando le proposizioni ambigue sono sottoposte singolarmente).

### Possibili interpretazioni
Sono stati effettuati vari tentativi di spiegare le osservazioni di Ellsberg dal punto di vista della teoria della decisione. Siccome l'informazione dell'individuo sulle varie probabilità è incompleta, questi tentativi si concentrano talvolta sulla quantificazione dell'ambiguità non probabilistica che il soggetto affronta - si veda il concetto di incertezza. In altri termini, questi approcci assumono che l'individuo concepisca una probabilità soggettiva (non necessariamente nel senso bayesiano) sugli esiti possibili.
Uno di tali tentativi è basato sulla teoria della decisione informazione-incognita. Al soggetto sono date le probabilità esatte di alcuni eventi, nonostante il significato pratico dei valori di probabilità non sia del tutto chiaro. Ad esempio, per quel che riguarda le scommesse descritte, la probabilità di una biglia di un certo colore è 30/90, che è un numero ben preciso; tuttavia, l'individuo potrebbe non distinguere, intuitivamente, tra questo numero e 30/91. Nessuna informazione è disponibile sulla probabilità di altri esiti, per cui l'individuo ha una valutazione soggettiva poco chiara di queste probabilità.
A causa dell'ambiguità nelle probabilità dei vari esiti, non è in grado di valutare con precisione il valore atteso delle scommesse. Di conseguenza, non è nemmeno in grado di massimizzare questo valore atteso. L'approccio informazione-incognita assume che l'individuo formula implicitamente dei modelli informazione-incognita sulle probabilità sconosciute e prova quindi a satisficing l'utilità attesa e a massimizzarne la robustezza nei confronti del rischio legato alle probabilità imprecise. Questo approccio può essere sviluppato esplicitamente per dimostrare che le scelte dell'individuo evidenziano proprio l'apparente contraddizione delle preferenze osservata da Ellsberg.
Un'altra possibile spiegazione è che questo tipo di situazione stimola un meccanismo di avversione alla delusione. Molti esseri umani assumono che nelle situazioni della vita, se una probabilità non viene rivelata loro è per illuderli. Se le persone effettuano in un esperimento*** scelte analoghe a quelle che farebbero nella vita di tutti i giorni, lo sperimentatore assume la figura di colui che vuole illudere il soggetto e che agisce contro i suoi interessi. Quando si trova davanti alla scelta tra una biglia rossa ed una nera, la probabilità 30/90 è confrontata con la parte inferiore dell'intervallo [0/90, 60/90] (la probabilità di pescare una biglia nera). L'individuo medio si aspetta che ci siano meno biglie nere che gialle perché si aspetta che lo sperimentatore abbia convenienza a metterne più nere che gialle nell'offrire una scommessa del genere. Allo stesso tempo, quando la scelta è tra biglie rosse/gialle e nere/gialle, si tende ad assumere che ci saranno meno di 30 biglie gialle, ovvero meno di quante ci si potrebbe aspettare. Al momento di effettuare una scelta, è possibile che gli individui semplicemente dimentichino che lo sperimentatore non ha la possibilità di modificare il contenuto dell'urna tra le due estrazioni. In situazioni di vita di tutti i giorni, anche se la urna non viene modificata, le persone temerebbero di illudersi anche su questo fronte.
Una modifica della teoria dell'utilità che incorpora l'incertezza come concetto distinto dal rischio è quella fondata sull'integrale di Choquet, che fornisce anche una soluzione a questo paradosso.

## Il paradosso con due urne[4]
Si supponga di avere due urne, R e H rispettivamente, ognuna contenente 100 biglie assortite bianche e nere. L'urna R contiene 49 biglie bianche e 51 nere, mentre la composizione dell'urna H non è specificata. Si supponga ora di pescare casualmente una biglia da ciascuna urna e di non conoscere il colore delle biglie estratte. A questo punto si dovrà decidere quale delle due biglie scegliere (se quella pescata dall'urna R o quella dell'urna H), dopodiché sarà possibile conoscere il colore delle biglie estratte. Nello scegliere la biglia ci si trova di fronte a tale opportunità di scelta: 
| Scommessa A                                | Scommessa B                                  |
| ------------------------------------------ | -------------------------------------------- |
| Se esce una biglia nera, si vincono 1000 € | Se esce una biglia bianca, si vincono 1000 € |

### Interpretazione in teoria dell'utilità
Con le informazioni a disposizione la maggior parte delle persone scelgono la biglia estratta dall'urna R nella scommessa A, ciò implica che usando le “probabilità soggettive” la probabilità che la biglia estratta dall'urna H sia bianca è maggiore di 0.49. Conseguentemente nell'affrontare la scommessa B dovrebbero scegliere l'urna H: tale scelta sarebbe consistente in teoria dell'utilità. Tuttavia questo non accade. Affrontando la scommessa B gli individui continuano a scegliere l'urna R: la scelta di avere una probabilità di 0.49 certa e ben compresa è preferita confronto alla scelta in condizione di incertezza dell'urna H.
Ne deduciamo che nella teoria delle probabilità soggettive tutta l'incertezza al rischio è ridotta attraverso i comportamenti degli individui esprimibili come probabilità. Si parla al riguardo di “ambiguità”, nel senso che le scelte non sono più guidate dai canonici assiomi microeconomici matematicamente consistenti, ma sono ambiguamente orientate verso soluzioni soggettivamente preferibili.